# Sven August Peterson
Sven August Peterson, född 4 mars 1827 i Östra Herrestad, Kristianstads län, död 18 maj 1901 i Stockholm var en svensk litograf.
Han var från 1853 gift med Maria Charlotta Eugenia Rundquist och far till Hugo Birger. Peterson flyttade till Stockholm på 1840-talet där han arbetade som litograf. Han författare och illustrerade sin egen skrift Stilar för textning som utgavs 1849. Under några år i början av 1850-talet arbetade han som extra ordinarie kontorsskrivare för att dryga ut inkomsten men när möjligheten att försörja sig som litograf ökade återgick han till sitt tidigare yrke. Han anställdes 1866 vid Lundquists nottryckeri där han bland annat utförde stentryck. Han etablerade på 1870-talet en egen litografiska anstalt men lämnade över verksamheten 1883 för att leva utomlands tillsammans med sin son. Peterson umgicks gärna i konstnärskretsar och var nära bekant med August Strindberg, Carl Svante Hallbeck och Per Emanuel Bergstrand och förekommer som modell i många målningar. Som en följd av en dålig höft tvingades han använda käpp vilket gav honom namnet Trädhoppan. Efter sonens död 1887 kom han på Axel Munthes rekommendation till Timmermansordens hospital som underhållstagare. Han dog fattig och bortglömd av den konstnärskrets han solat sig i under några år.